# Sinfonia Domestica (R.Strauss)
Sinfonia Domestica, op.53, (på svenska ungefär Hushållssymfoni), är en symfonisk dikt som skrevs 1903 av Richard Strauss och uruppfördes i New York den 21 mars 1904 med tonsättaren som dirigent. Stycket handlar om ett dygn i Richard Strauss hushåll och består av 4 satser:
1. Introduktion
2. Scherzo
3. Adagio
4. Final